# Papi care au luat numele antipapilor precedenți
Zece au fost papii care, îndată ce au fost aleși, au luat numele pa care l-a avut antipapa care l-a precedat, motivația acestei atitudini a fost exprimată astfel: „să amintească și să sigileze ireversibil nelegimitatea alegerii” (predecesorului).
- Honoriu al II-lea (1124 - 1130), a luat numele antipapei Honoriu al II-lea (1061 – 1072).
- Celestin al II-lea (1134 - 1144) a luat numele antipapei Celestin al II-lea (1124).
- Grigore al VIII-lea (1187)a luat numele antipapei Grigore al VIII-lea (1118 – 1121).
- Clement al III-lea (1187 - 1191) a luat numele antipapei Clement al III-lea (1080 – 1100).
- Inocențiu al III-lea (1198 - 1216) a luat numele antipapei Inocențiu al III-lea (1179 – 1180).
- Nicolae al V-lea (1447 - 1455) a luat numele antipapei Nicolae al V-lea (1328 – 1330).
- Calixt al III-lea (1455 - 1458) a luat numele antipapei Calixt al III-lea (1168 – 1178).
- Clement al VII-lea (1523 - 1534) a luat numele antipapei Clement al VII-lea (1378 – 1394).
- Benedict al XIII-lea (1724 - 1730) a luat numele antipapei Benedict al XIII-lea (1394 –1423).
- Ioan al XXIII-lea (1958 - 1963) a luat numele antipapei Ioan al XXIII-lea (1410 – 1415).

La acestea se mai adaugă și faptul că papa Clement al VIII-lea (1592 - 1605) a luat numele unui Clement al VIII-lea (1423 – 1429) care nu este recunoscut oficial ca antipapă de Biserică; același lucru valorează și pentru Benedict al XIV-lea (1425 - 1430), caz în care – la fel – Biserica nu-l recunoaște pa antipapa Benedict al XIV-lea.